# Ернст Адалберт фон Харах
Ернст Адалберт фон Харах (на немски: Ernst Adalbert von Harrach, на чешки: Arnošt Vojtěch hrabě z Harrachu; * 4 ноември 1598, Виена; † 25 октомври 1667, Виена) е австрийски имперски граф, архиепископ на Прага (1623 – 1667), княжески епископ на Тренто (1665 – 1667) и кардинал.

## Живот
Той е вторият син (от 14 деца) на имперски граф Карл фон Харах (1570 – 1628) и съпругата му фрайин Мария Елизабет фон Шратенбах-Хагенберг (1573 – 1653), дъщеря на фрайхер Максимилиан фон Шратенбах-Хегенберг (1537 – 1611) и Анна фон Грасвайн († сл. 1621). Брат е на Леонхард VII Карл (1594 – 1645) и Ото Фридрих (1610 – 1639). Сестра му Изабела/Мария Елизабет Терезия Катарина (1601 – 1655) е омъжена 1623 г. във Виена за прочутия херцог Албрехт фон Валенщайн (1583 – 1634, убит)
Ернст Адалберт следва теология в Йезуитския институт в Храдец Кралове и в Рим и през това време е кемерер и секретар на тогавашния папа. След следванато си той става домхер в Тренто. На 27 години става архиепископ на Прага. На 19 януари 1626 г. папа Урбан VIII го издига на кардинал.
През 1637 г. Ернст Адалберт е извънреден посланик в папския двор. През 1648 г. е пленен в Прага от шведите и след известно време е заменен. Той помага на бедните и освещава 600 църкви и 10 000 свещеници. Ернст Адалберт коронова трима крале и две кралици на Бохемия. От 1665 г. е княжески епископ на Тренто.
Ернст Адалберт умира на 68 години във Виена и е погребан там в църквата Св. Августин.